# Theo Borgermans
Theo Borgermans, a.a. (1946) is een Belgisch assumptionist en was tot eind 2013 pastoor van de parochiefederatie Herent (bij Leuven), die zes parochies telt. Nadien kreeg hij een benoeming tot pastoor-moderator in Overpelt van januari 2014 tot eind augustus 2020. Vanaf 1 september 2020 is hij pastoor-moderator in Lommel. Hij studeerde wijsbegeerte, theologie en communicatiewetenschappen aan de Katholieke Universiteit Leuven. Hij was jarenlang werkzaam in de journalistiek en is auteur van het boekje Afspraak met God.  In april 2004 werd hij samen met de Nederlander Frank Bosman hoofdredacteur van RKnieuws.net. Bosman stapte al snel uit de organisatie. Borgermans stapte op 4 oktober 2013 op na persoonlijke aanvallen op het forum van de website RKNieuws.net.